# Бошкович, Стоян
Стоян Бошкович (серб. Стојан Бошковић, 1833, Свилайнац — 21 февраля [5 марта] 1908 или 21 февраля 1908, Белград) — сербский педагог, политик и историк. Он был одним из нескольких историков своего времени, наряду со Стояном Новаковичем, лидером Прогрессивной партии; Чедомилем Миятовичем, министром иностранных дел и финансов; и Любомиром Йовановичем, министром образования.
Начало 1850-х годов ознаменовалось появлением первого поколения сербов, которые родились в Сербии и при этом получили хорошее образование на государственные стипендии, чтобы подготовить местную бюрократическую и интеллектуальную элиту для замены приехавшей из Габсбургских земель или Сербской Воеводины. Именно из этой группы вышли первые самопровозглашённые либералы — Еврем Груич, Алекса Янкович, Владимир Йованович и Стоян Бошкович. Как член этой группы интеллектуалов, Бошкович стремился улучшить правление, отойти от абсолютизма, сделать его современным по своим принципам и организации.
Он писал: «Мы должны учиться у Англии — матери свободы и конституционализма во всём мире».
Бошкович выступал за введение государственных экзаменов для всех государственных служащих и улучшение материального положения профессоров путём приравнивания их зарплат к зарплатам других государственных чиновников.
Его сын Матия (Матиас) Бошкович был дипломатом.

## Биография

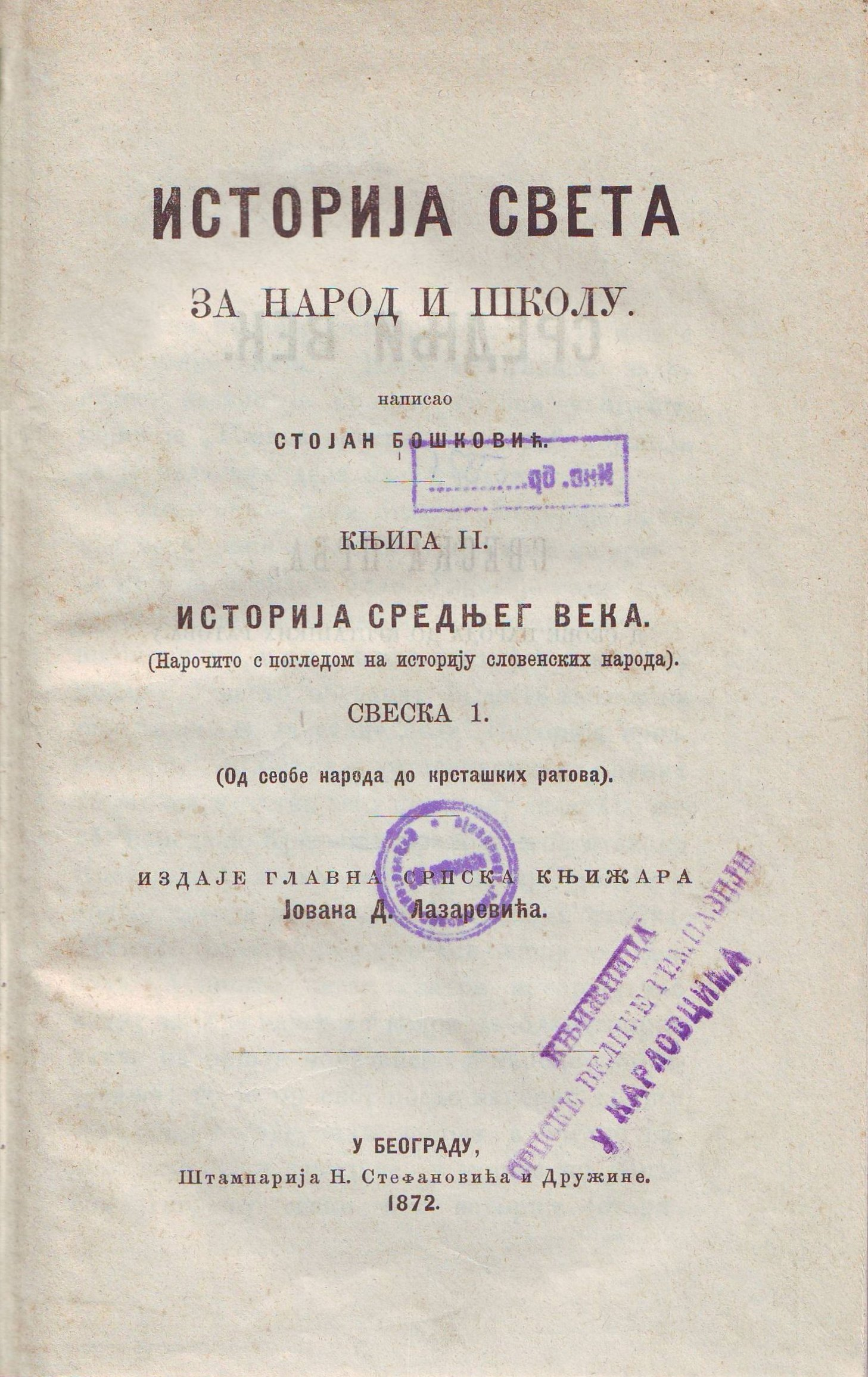
Титульный лист первого тома второй книги «История мира для народа и школы» (1872)

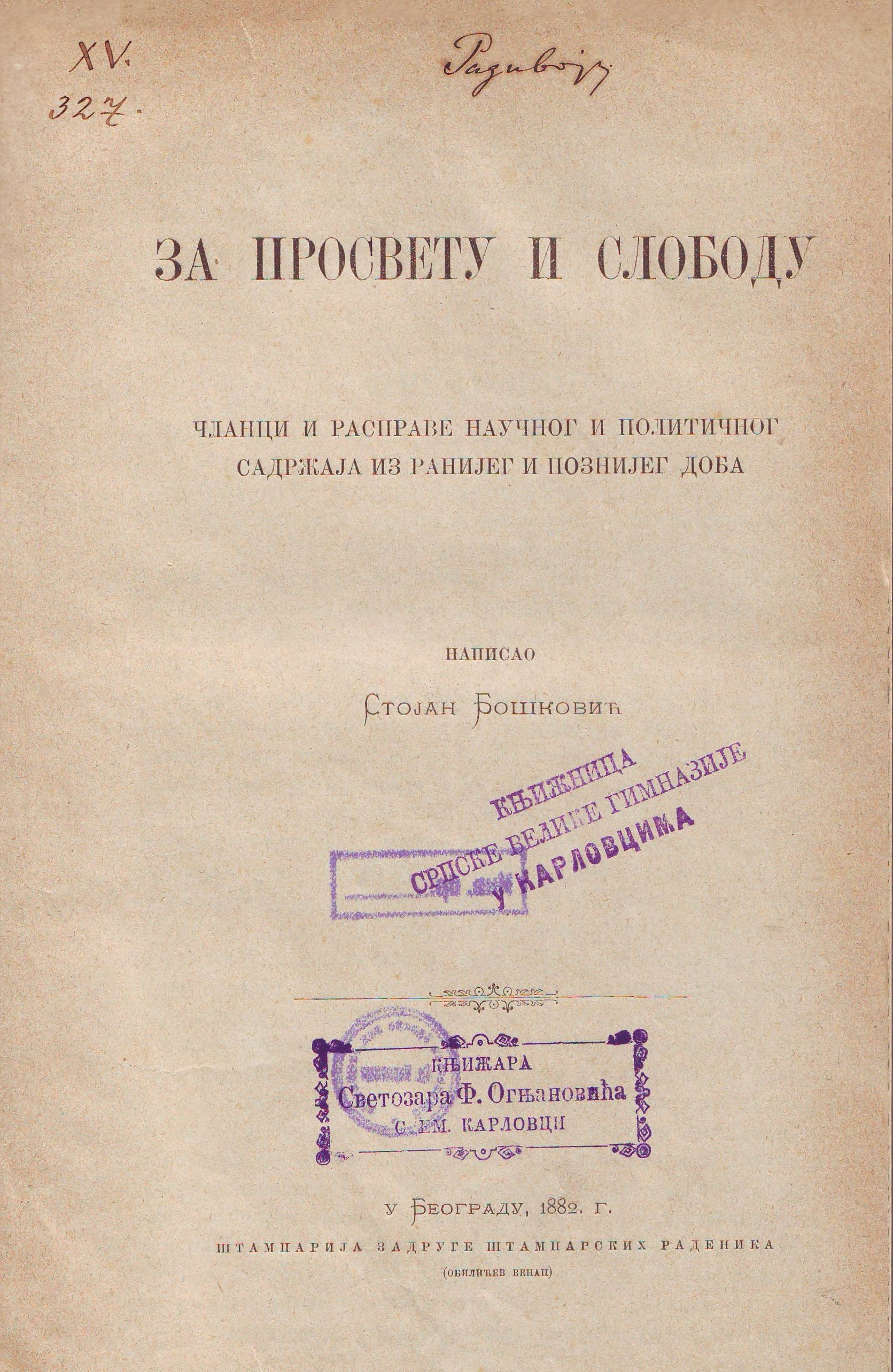
Обложка книги «За образование и свободу» (1882)

Бошкович учился в Белградской гимназии, а затем изучал право и философию в Белградском лицее. Свою карьеру в качестве молодого профессора и переводчика он начал в 1853 году. Он был первым, кто перевёл на сербский роман Эжена Сю «Вечный жид» (1845), который появился в шести последовательных отрывках (№ 12–17) в еженедельном журнале «Sedmica» («Выходные») в Нови-Саде в 1853 году. Он работал в Шабацкой гимназии, директором которой стал в 1857 году. Одним из его учеников был Стоян Новакович, которого он призвал продолжить обучение в Белграде. Из Шабаца Бошкович переехал в Белград, где сначала работал профессором, а затем в 1859 и 1860 годах был редактором официальной сербской газеты «Новине сербске», издаваемой Димитрием Давидовичем. Стоян Бошкович придерживался либеральных политических взглядов и в результате подвергся преследованиям во время правления князя Михаила Обреновича. Его перевели из столицы, арестовали и отправили в ссылку. С 1868 по 1903 год он выполнял ряд важных политических обязанностей. Он был министром образования в кабинетах Любомира Кальевича (1875 год) и Йована Ристича (1879 год), а также членом Государственного совета в 1890 году. Он также служил на дипломатической службе. Он преподавал всеобщую историю в Белградской Великой школе в 1874 и 1877–1879 годах в качестве профессора, а затем в 1883–1887 годах в качестве почётного профессора. Хотя государственные дела часто отвлекали его от работы в Великой школе, его преподавание и работа на посту министра образования значительно повысили качество преподавания. Бошкович был членом Сербского научного общества (Сербской королевской академии). 

## Труды
Бошкович писал в основном учебники и обзорные работы по всеобщей истории, но также занимался исследовательской работой. Он публиковал произведения в различных областях писательского творчества — журналистике, художественной литературе, публицистике и истории. Он опубликовал два тома (в 1866 и 1883 годах) популярных книг «История мира для народа и школы» и «История мира для классов средней школы с иллюстрациями». Популярными стали также его учебники общей истории для гимназий (1883 год), «Slike iz vremena refomacije» («Картины Реформации»; 1877 и 1886 гг.) и «Antikrist ili car neron» («Антихрист или император Нерон»; 1882 год), подробное исследование социальных и политических процессов в Древнем Риме I века нашей эры. Его более краткие работы, опубликованные в различных периодических изданиях, часто также касались исторических тем. Эти сочинения в основном были опубликованы в схоластическом труде «Za prosvetu i slobodu» («За просвещение и свободу»; 1882). Единственным произведением на тему сербской истории было исследование царя Стефана Душана, написанное на французском языке и опубликованное во Флоренции в 1866 году. Другая книга, «La Mission du Peuple Serbe dans la question d’Orient considerations sur le passé et l’avenir des pays Balkaniques» («Миссия сербского народа в восточном вопросе: размышления о прошлом и будущем балканских стран»), также написанная на французском языке Бошковичем, была опубликована в Брюсселе в 1886 году. Бошкович зачастую старался не включать свои политические идеи в свои журналистские и исторические работы, поэтому они являются одновременно свидетельством его времени и значительным историографическим вкладом.